# Eupithecia obsoleta
Eupithecia obsoleta là một loài bướm đêm trong họ Geometridae.